# Владимир Милютин
Владимир Павлович Милютин (на руски: Влади́мир Па́влович Милю́тин) е руски болшевишки лидер, съветски държавник, икономист и статистик, който е бил народен комисар по земеделието в първоначалното съветско правителство, сформирано в деня на Октомврийската революция, но подава оставка в знак на протест срещу решението на Владимир Ленин да наложи еднопартийно управление.

## Ранна кариера
Роден е на 5 септември 1884 г. в село Александрово, Курска губерния, в семейството на селски учител. Майка му, която е далечна роднина на поета Николай Язиков, е със забрана да преподава заради антицарските си възгледи. Милютин се присъединява към Руската социалдемократическа работническа партия (РСДРП) през 1903 г. и първоначално е меншевик. Неговото членство в Комунистическата партия е датирано само до 1910 г., което означава, че той не се е присъединил към болшевишката фракция на РСДРП до тази година. Той е „помирител“, който се надява да обедини отново разнородните части на партията и в това си качество е кооптиран в Централния комитет през 1910 г., но почти веднага след това е арестуван. След Февруарската революция е избран за председател на Саратовския съвет. През август 1917 г. той е избран за член на Централния комитет на РСДРП(б) и през следващите три месеца се намира в Санкт Петербург като един от най-активните болшевишки лидери.
Една седмица преди болшевишката революция, на 29 октомври, когато Ленин излиза от укриването си, за да призове Централния комитет да се подготви за незабавно завземане на властта, Милютин е първият оратор, който му се противопоставя, твърдейки, че властта трябва да бъде – и се прехвърля – на съветите, а не изключително на болшевиките, и че „ние (болшевиките) не сме готови да нанесем първия удар; ние не сме в състояние да свалим и арестуваме властите в близко бъдеще“. Но той приема решението на мнозинството и изиграва централна роля в болшевишкия преврат, отговаряйки за доставките на храна. На 7 ноември той е назначен за народен комисар по земеделието в първоначалното болшевишко правителство, но подава оставка десет дни по-късно, заедно с Лев Каменев и трима други, които призоват болшевиките да формират коалиционно правителство с другите социалистически партии, представени в съветите. Те оттеглят оставките си на 12 декември, а на 15 декември Каменев и Милютин са избрани в ръководния комитет на болшевишката фракция в Учредителното събрание. Девет дни по-късно целият управителен комитет (включващ Йосиф Сталин) е уволнен, защото е твърде примирителен към другите социалистически партии.

## По-късна кариера
След възстановяването си Милютин никога повече не се отклонява умишлено от партийната линия. Той се застъпва за прекратяване на работническия контрол върху фабриките, възникнал спонтанно по време на революцията, тъй като нарушава производството. Той също така се противопоставя на Лев Троцки по въпроса за важността на икономическото планиране, което Милютин пренебрегва и Ленин го обвинява публично в статия, публикувана в Правда през февруари 1921 г., че пише „бъркотии“ и проявява „високо презрение“ към практическите постижения. Той по невнимание отново обижда Ленин през есента на 1922 г., като предлага край на държавния монопол върху външната търговия, твърдейки, че частната трансгранична търговия ще даде тласък на съветската икономика и ще намали контрабандата.
Назначен за директор на Централното статистическо управление през 1928 г., той лоялно подкрепя Сталин по време на стремежа да се принудят селяните да се преместят в кооперации, и въпреки предишното си противопоставяне на икономическото планиране става ентусиазиран поддръжник на първия петгодишен план.

## Арест и екзекуция
Милютин е арестуван на 26 юли 1937 г. по обвинения в принадлежност към тайна контрареволюционна организация и е осъден на смърт на 29 октомври 1937 г. Преди екзекуцията му, както е обичайно, той е сниман за архивите на НКВД . Последната снимка е публикувана от Дейвид Кинг в книгата му „Обикновени граждани“. Реабилитиран е през 1956 г.